# Gymnopsyra chemsaki
Gymnopsyra chemsaki là một loài bọ cánh cứng trong họ Cerambycidae.